# David Machado
David Machado (Lisbona, 1978) è uno scrittore portoghese.

## Biografia e carriera letteraria
Laureato presso l'Instituto Superior de Economia e Gestão di Lisbona, ha pubblicato nel 2006 il suo primo romanzo Il favoloso teatro del gigante (O fabuloso teatro do gigante).
Nel 2015 ha vinto il Premio letterario dell'Unione Europea con il suo terzo romanzo Indice medio di felicità (Índice médio de felicidade, 2013).
Machado si è distinto anche come autore per l'infanzia, riportando numerosi riconoscimenti di settore fra cui il Prémio Branquinho da Fonseca nel 2005.
Ha menzionato Ernest Hemingway e William Faulkner fra le sue influenze letterarie.

## Opere

### Romanzi
- Il favoloso teatro del gigante, Cavallo di Ferro, Roma, 2009 - ISBN 9788879070614 (O fabuloso teatro do gigante, 2006 - trad. Luca Quadrio).
- Che parlino le pietre, Cavallo di Ferro, Roma, 2012 - ISBN 9788879071079 (Deixem falar as pedras, 2011 - trad. Federico Bertolazzi).
- Indice medio di felicità, Neri Pozza, Vicenza, 2015 - ISBN 9788854508859 (Índice médio de felicidade, 2015 - trad. Romana Petri).
- Debaixo da pele (Sotto la pelle, 2017).
- A Educação dos Gafanhotos (L'educazione delle cavallette, 2020).

### Racconti
- Histórias possíveis (Storie possibili, 2008).

### Letteratura per l'infanzia
- A Noite dos Animais Inventados (La notte degli animali immaginari, 2006)
- O Tubarão na Banheira (Lo squalo nella vasca da bagno)
- Os Quatro Comandantes da Cama Voadora (I quattro comandanti del letto volante)
- Um Homem Verde num Buraco Muito Fundo (Un uomo verde in un buco assai profondo)
- A Mala Assombrada (La valigia stregata, 2011)
- Parece Um Pássaro (Sembra un uccello, 2014)
- Acho Que Posso Ajudar (Credo di poter aiutare, 2014)
- Uma noite caiu uma estrela: uma história luminosa (Una notte cadde una stella: una storia luminosa, 2015);
- Os livros do rei (I libri del re, 2017);
- Não te afastes (Non te ne andare, 2018).